# 扬镇 (亚利桑那州)
扬镇（英語：Youngtown）是美国亚利桑那州马里科帕县下属的一座城鎮。面积约为1.54平方英里（约合4平方公里）。根据2010年美国人口普查，该鎮有人口6,156人，人口密度为4,016.10/平方英里。